# Campeonato Capixaba de Futebol Feminino de 2022
O Campeonato Capixaba de Futebol Feminino de 2022 foi a décima segunda edição deste campeonato de futebol feminino organizado pela Federação de Futebol do Estado do Espírito Santo (FES). Foi disputado por nove equipes entre os dias 26 de junho a 3 de setembro.
Prosperidade e Vila Nova protagonizaram a final, vencida pelo clube vilavelhense. O clube alvirrubro conquistou seu oitavo título na história da competição após vencer os dois jogos da decisão, com o título a equipe se classificou para Série A3 de 2023.

## Formato e participantes
O Campeonato Capixaba Feminino foi realizado em quatro fases, na primeira, as nove equipes foram divididas em dois grupos que se enfrentaram em turno único entre si, sendo que a melhor equipe de cada grupo avançou diretamente para as semifinais, enquanto os segundos e terceiros colocados se classificaram para as quartas de final. Nas fases seguintes, os confrontos foram em jogos de ida e volta, até a final. Os nove participantes foram:
| Equipe            | Cidade                  | Títulos                                       | Ref.  |
| ----------------- | ----------------------- | --------------------------------------------- | ----- |
| Aster Brasil      | Vitória                 | —                                             | [ 2 ] |
| Coronel Borges    | Cachoeiro de Itapemirim | —                                             | [ 2 ] |
| Meninas do ES     | Serra                   | —                                             | [ 2 ] |
| Prosperidade      | Vargem Alta             | —                                             | [ 2 ] |
| São Geraldo       | Serra                   | —                                             | [ 2 ] |
| Serra             | Serra                   | —                                             | [ 2 ] |
| União de Piranema | Cariacica               | —                                             | [ 2 ] |
| Vila Nova-ES      | Vila Velha              | 7 (2010, 2015, 2016, 2017, 2018, 2019 e 2021) | [ 2 ] |
| Vilavelhense      | Vila Velha              | —                                             | [ 2 ] |

## Fase final
|  | Quartas de Final | Quartas de Final  | Quartas de Final | Quartas de Final | Quartas de Final |  |  | Semifinais | Semifinais   | Semifinais | Semifinais | Semifinais |  |  | Final | Final        | Final | Final | Final |
|  |                  |                   |                  |                  |                  |  |  |            |              |            |            |            |  |  |       |              |       |       |       |
|  |                  |                   |                  |                  |                  |  |  | Q1         | São Geraldo  | 0          | 0          | 0          |  |  |       |              |       |       |       |
|  | 3B               | Meninas do ES     | 1                | 1                | 2                |  |  | 1A         | Vila Nova-ES | 3          | 5          | 8          |  |  |       |              |       |       |       |
|  | 2A               | São Geraldo       | 2                | 2                | 4                |  |  |            |              |            |            |            |  |  | S1    | Vila Nova-ES | 1     | 1     | 2     |
|  |                  |                   |                  |                  |                  |  |  |            |              |            |            |            |  |  | S2    | Prosperidade | 0     | 0     | 0     |
|  |                  |                   |                  |                  |                  |  |  | Q2         | Vilavelhense | 0          | —          | 0          |  |  |       |              |       |       |       |
|  | 3A               | Aster Brasil      | 2                | 0                | 2                |  |  | 1B         | Prosperidade | 2          | —          | 2          |  |  |       |              |       |       |       |
|  | 2B               | Vilavelhense (mc) | 2                | 0                | 2                |  |  |            |              |            |            |            |  |  |       |              |       |       |       |